# Wonderland (группа)
Wonderland — англо-ирландская вокальная поп-группа, созданная в 2008 году под руководством известного ирландского музыкального менеджера Луиса Уолша, а также Киана Игана, участника группы Westlife.

## Общая информация
Организованный летом 2008 года в Дублине, кастинг на участие в новом музыкальном коллективе определил пятерых девушек, впоследствии ставшими частью герл-бэнда Wonderland: Коррину Дюрран, Шэрон Кондон, Лей Лермон, Кейси Смит и Джоди Альберт (жену Киана Игана).
В октябре 2008 года группа заключила контракт с Mercury Records. Первое телевизионное выступление девушек из Wonderland имело место в The Late Late Show в декабре 2008 года. Летом 2010 года группа выступала на разогреве у Westlife в гастрольном турне по городам Великобритании и Ирландии. Одновременно продолжалась работа над дебютным альбомом группы. В феврале 2011 года Wonderland проехались с концертами вместе с Boyzone в рамках их Brother Tour, а весной снова выступала на разогреве у Westlife во время Gravity Tour.
«Not a Love Song» — дебютный сингл Wonderland вышел 25 февраля 2011 года в Ирландии и 6 марта 2011 года в Великобритании. Он достиг 22 строчки Irish Single Chart. Выход второго сингла, «Starlight», намечен на июнь 2011 года.
6 июня 2011 года состоялся релиз дебютного альбома группы, названного просто — «Wonderland». В него вошло 13 песен (15 — в версии для iTunes Store), в их числе 3 кавер-версии, среди которых «Rolling in the Deep» британской певицы Адели и «Need You Now» кантри-группы Lady Antebellum. Лонгплей дебютировал на восьмой строчке британского хит-парада и достиг шестой строчки в Ирландии.
В августе 2011 года из-за невысоких продаж дебютного альбома лейбл Mercury Records разорвал контракт с группой. 27 сентября 2011 года Wonderland объявили о завершении своей творческой деятельности.

## Дискография

### Альбомы
- Wonderland (2011)

### Синглы
- Not a Love Song
- Starlight
- Nothing Moves Me Anymore